# Dirk Jan de Geer
Jonkheer Dirk Jan de Geer (14. prosince 1870 Groningen – 28. listopadu 1960 Soest) byl nizozemský politik. Dvakrát se stal premiérem Nizozemska (1926–1929, 1939–1940). Byl též ministrem financí (1921–1923, 1926–1933, 1939–1940), ministrem vnitra (1925–1926), ministrem všeobecných záležitostí (1939–1940). V letech 1920–1921 byl starostou Arnhemu. Byl představitelem konzervativní protestantské Křesťanské historické unie, jejímž lídrem byl mezi roky 1929 až 1940.

## Život
Pocházel z bohaté průmyslnické rodiny. Vystudoval práva na univerzitě v Utrechtu (absolvoval roku 1895) a poté pracoval jako novinář a působil jako městský radní v Rotterdamu (1901-1907). Během druhého premiérského mandátu ho zastihla německá invaze do Nizozemska. Jeho vláda brzy uprchla do Británie. V exilu obhajoval vyjednávání o separátním míru a proslul kontroverzním veřejným prohlášením, že "válku nelze nikdy vyhrát". Na popud královny Vilemíny byl kvůli tomu odvolán z úřadu, byť oficiálně se tak stalo "ze zdravotních důvodů". Později byl vyslán s diplomatickými úkoly do Nizozemské východní Indie. Tam ale nedorazil, protože během mezipřistání v Portugalsku opustil výpravu a přihlásil se na německém velvyslanectví. Němci mu pak umožnili vrátit se k nemocné manželce a zbytku rodiny do Nizozemska. Královna Vilemína byla jeho jednáním rozhořčena a označila ho za zrádce a dezertéra. Byl denunciován i v exilovém rozhlasovém vysílání Radia Orange. De Geer později též napsal kontroverzní leták s „návodem“, jak spolupracovat s Němci. Vilemína mu vyslala ještě před vydáním varování, že pokud brožuru vydá, bude po skončení války postaven před soud. De Geer přesto publikaci vydal. Po válce královna splnila své slovo - De Geer byl shledán vinným z velezrady v době války a byl odsouzen k roku vězení. Do věznice ale nikdy nenastoupil kvůli chatrnému zdraví. Odvolací soud dokonce zrušil i pokutu 20 000 guldenů.
Jeho vnukem je bývalý fotbalista Boudewijn de Geer a jeho pravnukem fotbalista Mike de Geer.